# دانكو كفيتيتشانين
دانكو كفيتيتشانين (بالكرواتية: Danko Cvjetićanin) مواليد 16 أكتوبر 1963 في زغرب، جمهورية كرواتيا الاشتراكية، هو لاعب كرة سلة كرواتي سابق. بدأ مسيرته الاحترافية في سنة 1980. مثّل منتخب بلاده. شارك في دورة الألعاب الأولمبية الصيفية سنة 1988. اعتزل اللعب في 1997.

## المسيرة الاحترافية
لعب مع نادي بارتيزان لكرة السلة من سنة 1980 إلى 1985، ثم لعب مع نادي سيبونا لكرة السلة من سنة 1985 إلى 1992، ثم لعب مع سي بي إستوديانتس في الدوري الإسباني من سنة 1992 إلى 1994، ثم لعب مع بالاكانسترو ريجيانا في الدوري الإيطالي في موسم 1994–1995.

## الميداليات
| الميدالية | المسابقة                         |
| --------- | -------------------------------- |
| فضية      | الألعاب الأولمبية الصيفية 1988   |
| برونزية   | بطولة كأس العالم لكرة السلة 1986 |
| برونزية   | بطولة أمم أوروبا لكرة السلة 1987 |
| فضية      | الألعاب الأولمبية الصيفية 1992   |
| برونزية   | بطولة كأس العالم لكرة السلة 1994 |
| برونزية   | بطولة أمم أوروبا لكرة السلة 1993 |

## روابط خارجية
- دانكو كفيتيتشانين على موقع الاتحاد الدولي لكرة السلة (الإنجليزية)
- دانكو كفيتيتشانين على موقع الدوري الإسباني لكرة السلة (الإسبانية)
- دانكو كفيتيتشانين على موقع كرة السلة الأوروبية.كوم (الإنجليزية)
- دانكو كفيتيتشانين على موقع ريلجم (الإنجليزية)
- دانكو كفيتيتشانين على موقع بروبوليرز (الإنجليزية)
- دانكو كفيتيتشانين على موقع سبورتس رفرنس (الإنجليزية)
- دانكو كفيتيتشانين على موقع أوليمبيديا (الإنجليزية)